# (1004) Belopolskya
(1004) Belopolskya es un asteroide perteneciente al cinturón exterior de asteroides descubierto el 5 de septiembre de 1923 por Serguéi Ivánovich Beliavski desde el observatorio de Simeiz en Crimea.
Está nombrado en honor de Aristarj Apolónovich Belopolski (1854-1934), astrónomo ruso.